# 마케마케 (왜행성)

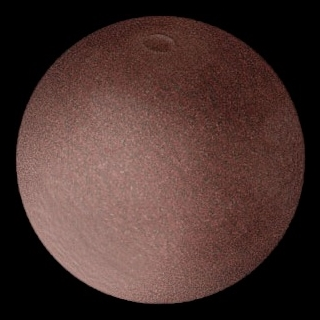
마케마케의 상상도.

마케마케(소행성명 136472 Makemake)는 태양계의 왜행성들 중 세 번째로 크며 큐비원족 중 가장 큰 두 개 천체 중 하나이다. 상징은 ‘’이다. 지름은 대략 명왕성의 3분의 2 수준이다. 현재 마케마케는 태양에서 52 천문단위 떨어져 있는데 이는 카이퍼대 외곽 지대보다 약간 먼 정도 거리이다. 마케마케는 천천히 태양에 가까워지고 있으며, 근일점에서의 궤도 장반경은 약 46 천문단위로 큐비원족 영역 내로 진입한다.
이 천체의 원래 이름은 2005 FY9로 이후 번호 136472가 붙었다. 2005년 3월 31일 마이클 브라운 탐사팀에 의해 발견되었다. 발견 사실은 2005년 7월 29일 공표되었다. 2008년 6월 11일 국제 천문 연맹은 마케마케를 잠재적 플루토이드(해왕성 너머에 있는 왜행성들로, 마케마케는 명왕성 및 에리스와 함께 여기에 속한다) 목록에 포함시켰다. 마케마케는 2008년 7월 11일 공식적으로 명왕성형 천체의 지위를 얻게 되었다.

## 발견
마케마케는 마이클 브라운 탐사팀에 의해 2005년 3월 31일 발견되었다. 이 발견은 에리스와 같은 날, 그리고 하우메아의 발표일 이틀 후인 2005년 7월 29일에 공표되었다.
상대적으로 밝은(명왕성의 15등급보다 약간 어두운 16.7등급 정도) 밝기에도 불구하고, 마케마케는 최근까지 많은 다른 카이퍼대 천체들이 발견될 때까지도 그 존재를 드러내지 않았다. 이는 상대적으로 궤도경사각이 큰데다, 발견 당시 황도에서 가장 멀리 떨어진 지점에 자리잡고 있었기 때문이다(머리털자리에 있었다). 이미 발견된 많은 왜행성들은 대체로 황도 근처에 자리잡고 있었다.
클라이드 톰보가 1930년 명왕성을 발견했을 당시 마케마케의 위치는 황도에서 불과 몇 도 되지 않은 곳이었고(황소자리와 마차부자리의 경계선), 겉보기 등급은 16.0이었다. 불운하게도 마케마케가 있는 곳은 은하수 부근으로 뒷배경의 별들이 많아서 어두운 천체를 발견하기가 힘들었다. 톰보는 명왕성 발견 후에도 여러 해에 걸쳐 미지의 천체를 계속 찾았으나 마케마케 혹은 다른 큐비원족 천체의 존재를 감지하는 데에는 실패했다.

### 명칭
2005 FY9는 발표 사실이 대중에 공개됨과 함께 마케마케라는 이름을 얻었다. 마케마케 이름을 붙이기 전에 이 천체의 별칭은 부활절 토끼였다(이런 이름이 붙은 이유는 부활절 직후 발견되었기 때문이다).
2008년 국제 천문 연맹의 규칙에 따라 2005 FY9에는 조물주의 이름이 붙었다. 마케마케는 이스터 섬의 신화에 등장하는, 세상을 창조한 신의 이름이며, 이 이름을 선택한 이유는 부활절의 의미를 간직하기 위한 의도가 있었기 때문이다.

## 물리적 특징

### 크기 및 밝기
마케마케는 현재 시각적으로 볼 때 명왕성 다음으로 카이퍼대 천체들 중 밝은 존재로, 3월에 지구와 충 위치인 머리털자리 부근에 있었고 이때 밝기는 겉보기 등급 기준 16.7이었다. 이는 아마추어 천문가용 망원경으로 충분히 볼 수 있는 밝기이다. 마케마케의 크기는 정확히 알려져 있지는 않으나 스피처 우주 망원경이 적외선 영역으로 관측한 결과, 명왕성의 스펙트럼과 유사하다는 점에 착안하여 약 1,500 킬로미터 반지름을 지녔다는 결론을 얻게 되었다. 이는 하우메아보다 약간 더 큰 수준으로, 마케마케는 에리스와 명왕성 다음으로 카이퍼대 천체들 중 세 번째로 큰 왜행성이라는 지위를 갖게 되었다. 마케마케는 현재 태양계의 네 번째 왜행성으로 등록되어 있다.

### 스펙트럼
2006년 천문학과 천체물리학 저널에 도착한 편지에 따르면, 리칸드로 연구진은 윌리엄 허셜 망원경과 TNG 망원경을 이용한 가시광 및 근적외선 영역 관측을 통해, 마케마케 표면이 명왕성과 닮았음을 보여주었다. 가시광선으로 보았을 때 마케마케는 붉게 보였는데 이는 에리스가 중성 스펙트럼을 보여준 것과는 반대였다. 적외선 영역으로 관찰한 결과 명왕성과 에리스처럼 메테인(CH4)이 검출되었는데(명왕성보다도 많은 양이었다), 이는 마케마케 표면에 일시적인 대기가 존재함을 의미하는 것일 가능성을 보여주는 것이었다.
마케마케 표면을 분광학적으로 분석한 결과 지름 1센티미터 정도의, 상당량의 에탄이 섞인, 메탄 얼음 조각들이 있다는 증거가 포착되었다. 이들 얼음 조각들은 대부분이 태양 복사로 인한 메탄의 광해리로 인해 생겨난 것으로 보인다. 에리스나 명왕성과는 달리 마케마케 표면에는 질소 얼음이 없었으며 이는 태양계의 역사를 지나오면서 표면에 있던 질소가 어떠한 이유 때문에 고갈되었음을 뜻한다.

## 궤도

큐비원족 천체들의 궤도를 보여주는 그림. 각각의 궤도는 마케마케(파랑색), 하우메아(초록색), 명왕성(붉은색)이다.

마케마케는 현재 태양에서 52 천문단위 떨어져 있으며 이는 마케마케의 자기 궤도에서, 태양에서 가장 멀리 떨어져 있는 위치이다. 마케마케의 궤도는 궤도경사각이 크고(29도) 공전궤도 이심률도 어느 정도 크다는(0.15) 점에서 하우메아와 매우 비슷하다. 그럼에도 불구하고 마케마케의 궤도는 이들보다 좀 더 태양에서 먼 곳에 형성되어 있으며 공전주기는 310년 정도로 명왕성의 248년보다 크다.
위 그림에는 명왕성과 대비하여 하우메아와 마케마케의 궤도를 비교하여 보여주고 있다. 그림에서 근일점은 소문자 (q)로 표시했으며 원일점은 대문자 (Q)이다. 근일점과 원일점에는 각각 해당 일자가 표시되어 있다. 그림 내 왜행성들의 위치는 2006년 4월 기준이며 각 천체의 이미지는 상대적 크기 및 반사율, 색을 고려하여 작성된 것이다. 두 왜행성 모두 황도보다 훨씬 위에 자리잡고 있다(해왕성 궤도는 흰색이다). 마케마케는 2034년 원일점을 통과할 것이다. 반면 하우메아는 1991년 이미 원일점을 통과했다.

## 위성
2016년 4월 26일 최소 21,000 km 떨어진 곳에서 12일 주기로 공전하는 것으로 추정되는 위성이 발견됐다. 임시이름은 MK2이며 지름은 약 161 km으로 추정된다.

## 분류

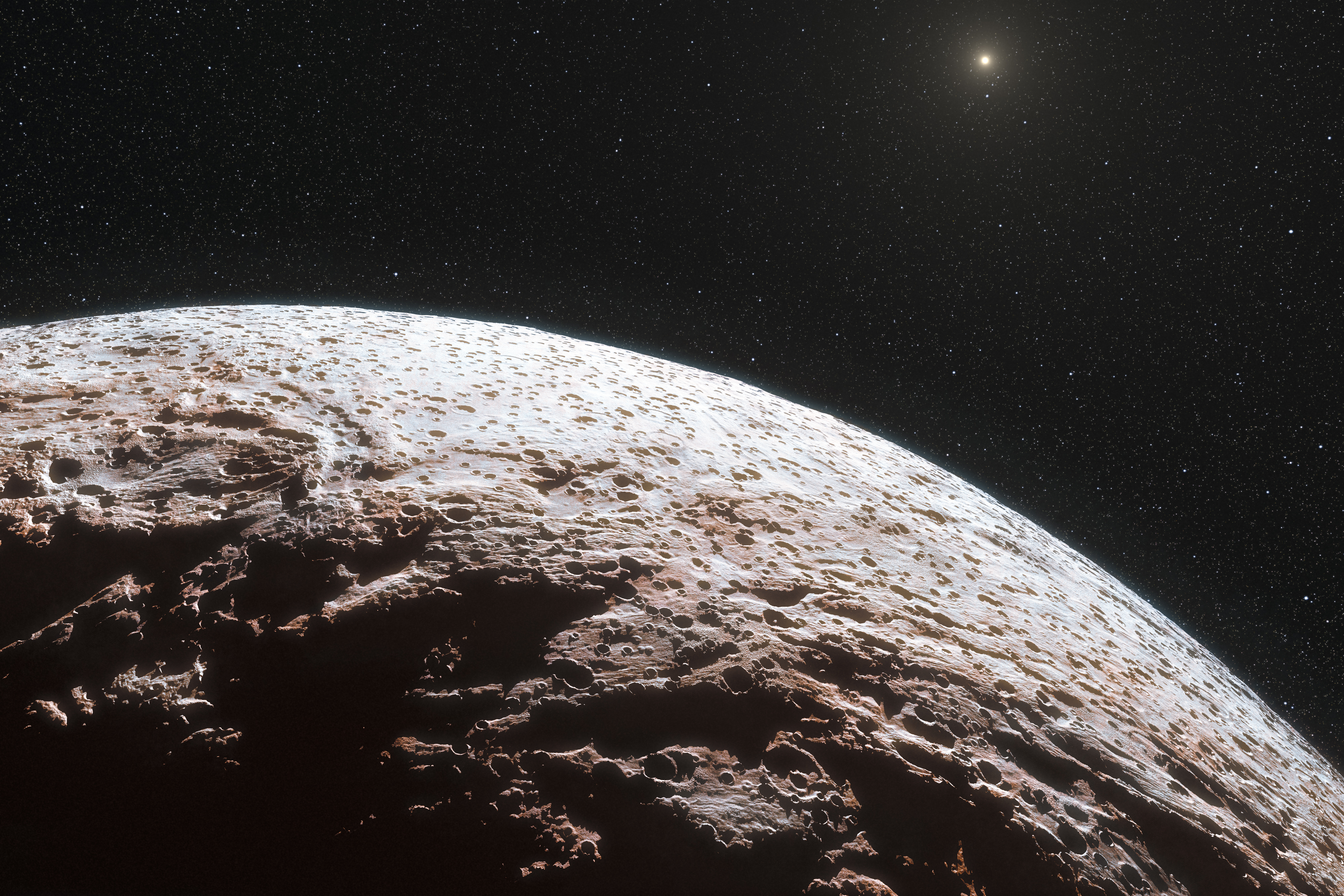
마케마케의 상상도. 유럽 남방 천문대 작성.

마케마케는 큐비원족에 속하며, 따라서 궤도도 큐비원족 영역 내에 있고 중력적으로 해왕성의 영향을 받지 않는다. 해왕성과 3:2 궤도공명을 보이는 명왕성족들과는 달리, 큐비원족 천체들은 해왕성의 중력 섭동에 관계없이, 태양에서 보다 먼 곳에 근일점을 형성하고 있다. 큐비원족의 궤도는 이심률이 작고 행성들과 비슷한 모양으로 태양을 공전하고 있다. 그러나 마케마케는 다른 큐비원족들과는 달리 궤도경사각이 크다.
2006년 8월 24일 국제 천문 연맹은 공식적으로 행성의 새로운 정의를 발표하였다. 이 정의에 의하면 태양계 소천체는 ‘자신의 중력으로 둥근 구체를 형성할 수 없는 천체’들을 말한다. 여기에 반해 왜행성은 ‘중력으로 구체를 형성할 수는 있으나, 궤도상에 있던 물질들을 청소하지는 못한 천체’이고, 행성은 ‘자체 중력으로 둥근 모양을 형성하며 궤도상에 있던 물질들을 청소한 천체’이다. 이 분류에 의하면 명왕성, 에리스, 세레스는 왜행성이 된다.
2008년 6월 11일 국제 천문 연맹은 왜행성의 하위 개념이라고 할 수 있는 플루토이드(명왕성형 천체)를 만듦으로써 2006년 설정한 분류 체계를 다듬었다. 플루토이드는 해왕성 궤도 너머에 있는 왜행성들을 가리킨다. 따라서 에리스와 명왕성은 플루토이드인 반면, 세레스는 아니다. 플루토이드로 인정받기 위해서는 절대 등급이 1보다 낮아야 한다. 이 기준에 의하면 플루토이드의 자격이 있는 것은 마케마케와 하우메아 뿐이다. 2008년 7월 11일 국제 천문 연맹은 공식적으로 마케마케를 명왕성과 에리스 다음으로, 왜행성이자 플루토이드로 분류하였다.

## 같이 보기
- 천문학의 명명 관행
- 인근의 다른 천체를 일소
- 국제천문연맹
- 해왕성 바깥 행성